# Nicotine (groupe)
Pour les articles homonymes, voir Nicotine (homonymie).
Nicotine est un groupe de heavy metal indien originaire d'Indore, formé en décembre 2006.

## Histoire
La formation du groupe se compose de Digvijay Bhonsale au chant et à la guitare rythmique, Aniruddha Gokhale (membre fondateur) à la guitare et aux chœurs, Anuj Malkapurkar à la basse, et Shaleen Vyas à la batterie. Le groupe est largement connu pour être les « pionniers de la musique metal en Inde centrale », car ils ont été l'un des premiers groupes à introduire le heavy metal dans la région,,,,. Leurs chansons Odium et Rein of Fire ont été publiées en téléchargement gratuit par le groupe sur divers sites web[réf. nécessaire]. 

## Influences
Le groupe est influencé par des groupes de rock et de métal américains et britanniques tels que Rage Against the Machine, Metallica, Megadeth, Iron Maiden et Pantera.

## Galerie

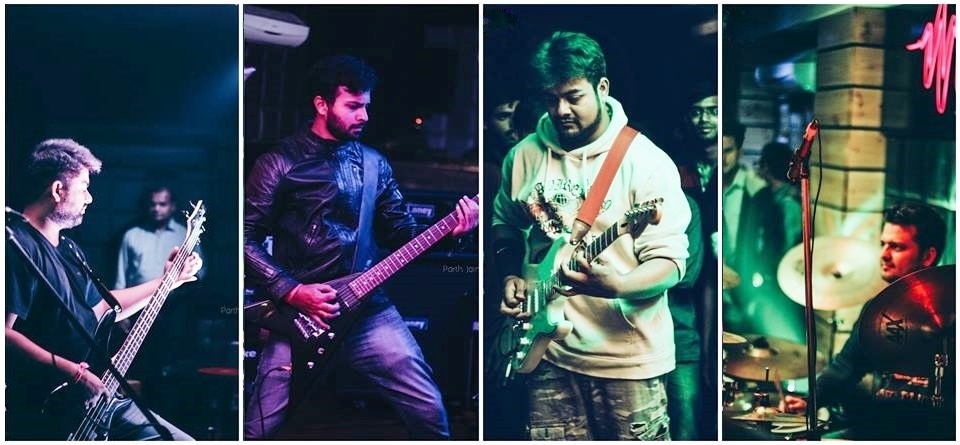
De gauche à droite : Malkapurkar (guitare basse), Bhonsale (chant/guitare), Gokhale (guitare, chœurs) et Vyas (batterie).
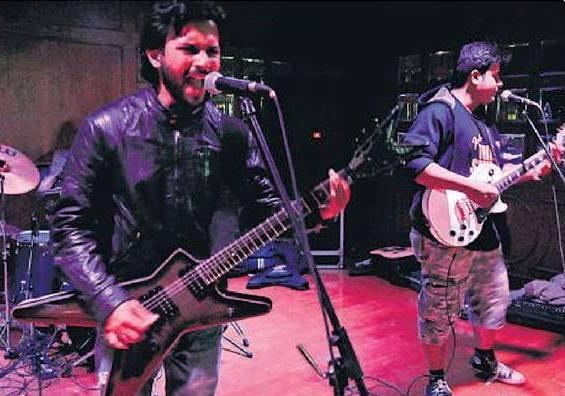
Nicotine jouant à Pedal To The Metal, Ten Downing Street, Indore, Inde.